# Orny (Szwajcaria)
Orny − miejscowość i gmina (commune) w zachodniej Szwajcarii, w kantonie Vaud, w okręgu (district) Morges. Leży nad rzeką Nozon.   

## Demografia
W Orny mieszka 486 osób. W 2021 roku 18,3% populacji gminy stanowiły osoby urodzone poza Szwajcarią.

## Transport
Przez teren gminy przebiega droga główna nr 133.